# Eupithecia defimbriata
Eupithecia defimbriata är en fjärilsart som beskrevs av W. Warren 1906. Eupithecia defimbriata ingår i släktet Eupithecia och familjen mätare. Inga underarter finns listade i Catalogue of Life.